# Silmarillion
Silmarillion je jedna z trojice nejznámějších knih britského spisovatele Johna Ronalda Reuela Tolkiena. Obsahuje výňatky z archetypálních dějin země, zasazených zde do konkrétního světa Ardy a zejména jeho kontinentu Středozemě. Obsahuje základní informace o světě jeho příběhů a dějiny jeho nejstarších období. Jde o knihu obsahující spoustu jmen, neboť neklade hlavní důraz na příběh, má spíše charakter kroniky.

## Osudy knihy
Ačkoli se čtenáři s touto knihou seznámili až po autorově smrti, obsahuje příběhy a myšlenky, které jsou základem zbývajících dvou jeho slavných děl, Hobita a Pána prstenů. První obrysy světa Středozemě začaly vznikat v Tolkienově mysli již v roce 1917, v době, kdy ležel s onemocněním ve vojenské nemocnici. Část z tohoto světa poznali čtenáři v knize Hobit. Po jejím velkém úspěchu nabídl Tolkien vydavatelům Silmarillion k vydání, byl však odmítnut a místo toho vyzván, aby napsal pokračování Hobita. Tak vznikl Pán prstenů, do nějž Tolkien opět umístil mnoho z příběhů Silmarillionu jako odkazy na starší minulost. Po dokončení Pána prstenů se k Silmarillionu opět vrátil. Nesoustředil se však tolik na příběhy jako na podání informací o pozadí světa, v němž se jeho příběhy odehrávají, tedy vytvoření jeho ucelené koncepce. Do své smrti proto knihu nedokončil do ucelené podoby. Jeho syn Christopher se tedy ujal nedokončeného díla a z různých otcových zápisků dal dohromady knihu tak, jak ji známe dnes (vyšla v roce 1977).

## Příběh
Ačkoli se celá kniha jmenuje Silmarillion, skládá se z pěti oddílů, z nichž vlastní název Silmarillion nese jen jeden, neboť jen on se zabývá přímo historií silmarilů. Ostatní oddíly popisují dějiny světa, do nějž jsou Tolkienovy příběhy zasazeny.

### Ainulindalë
Ainulindale je vlastně úvodem do světa Tolkienových příběhů. Vypráví o počátcích světa a původu bytostí, které jej obývají.

Jméno Arda v elfském písmu tengwar

Na počátku byl Eru či Ilúvatar (jména jsou elfská), který přebýval v Prázdnu, z nějž se vynořil. Z Ilúvatara vycházely myšlenky, jimž dal věčný život. Tak povstali Ainur, Svatí, duchovní bytosti, pro něž vybudoval Ilúvatar Bezčasé síně. Ainur byli obdařeni mocným hlasem, aby před Ilúvatarem zpívali podle námětů, které jim předkládal. Tak povstala Hudba Ainur. Ilúvatar tuto Hudbu vzal a zhmotnil. To byl počátek světa, jenž nesl jméno Eä (Jsoucí), elfy později pojmenovaný Arda. Někteří z Ainur si nový svět zamilovali a rozhodli se, že na něj sestoupí a budou v něm přebývat; ti nejmocnější z nich byli od té doby známi jako Valar, ti méně mocní jako Maiar. Moc jich všech byla omezena podmínkami světa a všichni na sebe vzali pozemskou podobu. Bylo předpovězeno, že na Konci světa se Valar a Maiar vrátí do Bezčasých síní a s nimi Ilúvatarovy děti, myslící bytosti, stvořené až na Ardě, a pak bude opět znít Hudba, obohacená o osudy světa a bez vady.

#### Dějová linie - podrobně
1. Jako první a nejmocnější ze všech byl Eru
2. Eru stvořil všechny Ainur
3. Eru předkládal všem Ainur hudební samostatná témata
4. Eru nařídil aby Ainur hrály všechna hudební témata společně
5. Eru nechal Ainur, aby jednotlivá témata sami vylepšovali
6. Ainur hráli hudbu tak velkolepě jako už nikdy potom
7. Jak se hudební téma rozvíjelo, vstoupilo Melkorovi do srdce a on tvořil vlastní témata
8. Začala válka zvuků
9. Z jedné hudby se staly dvě, jedna hluboká a krásná, druhá prostoupena žalem
10. Uprostřed obou hudebních témat vznikla hudba třetí, která se nepodobala ničemu předchozímu
11. Eru ukončil válku zvuků a hudba přestala hrát
12. Eru ukázal všem Ainur, že svou hudbou stvořili nový svět (hmotný svět)
13. Tím se začíná historie světa, začínají Věky Lamp (Lampy byly něco jako Slunce, osvětlovaly Ardu)

### Valaquenta
Valaquenta neobsahuje žádný příběh, je vyjmenováním a popisem těch Ainur, kteří sestoupili na Ardu.
Nejprve je věnována pozornost sedmi Valar. Jsou to: Manwë, pán Ardy, miluje vzduch (a rovněž všechny zvuky), proto je též zván Pán větru, patří mu všichni ptáci; Ulmo, pán vod, v nichž přebývá, vody k němu donesou vše, co se na světě udá; Aulë, Tvůrce hor, mistr všech řemesel, vynálezce kovů a drahokamů; Námo, Hlasatel soudu, často podle svého sídla zvaný Mandos, pán duchů a sudby, v jeho sídle v Síních čekání přebývají duše zabitých elfů; Oromë, lovec a krotitel zvěře, vyjíždí na lov po celé Středozemi; Tulkas, má přezdívku Zápasník, je silný a rychlý; Irmo, pán snů, zvaný podle svého sídla též Lórien; mezi Valar byl původně i Melkor, nejmocnější z Ainur, obrátil se však ke zlu a nebyl dále počítán mezi Valar.

Valar mají manželky, duchy ženského rodu, kterých je rovněž sedm, nazývají se Valier. Jsou to: Varda, královna Valar, paní hvězd, duch světla, nejmilejší Valar elfů; Yavanna, manželka Aulëho, živitelka světa, dárkyně plodů, tvůrkyně stromů a ochránkyně rostoucích věcí; Nienna, její doménou jsou hoře, slitování, přináší moudrost a trpělivost ke snášení života; Vána, manželka Oromëho, paní věčného mládí, miluje ptačí zpěv a květy; Nessa, manželka Tulkasova, miluje lesní tvory a tanec, stále tančí v sídle Valar; Estë, manželka Irma, léčitelka ran a únavy, dává odpočinek a úlevu od břemen světa; Vairë, manželka Námova, zvaná Tkadlena, na svém stavu tká události dříve než nastanou v čase a utkanými sítěmi rozšiřuje síně Mandosu.
Duchové relativně nižší moci, přišlí do Ardy, nesou jméno Maiar, stejného řádu jako Valar (Ainur), jen nižšího stupně, někteří mocí malí, někteří téměř tak velcí jako Valar. Většinou sloužili a pomáhali Valar, s ostatními obyvateli světa měli málo společného a jen málo jich je známo. Patří mezi ně například Eönwë, hlasatel Manweho, učitel lidí, silou zbraně největší na Ardě, Arien, která řídí let Slunce s žárem očí příliš silným i pro Eldar, Tilion, řídící běh Měsíce, který měl stříbrný luk, Ossë Uinen, manželé a vládci okružních moří. Melian přišla do Středozemě a provdala se za elfa Thingola, a mezi Maiar patřilo i pět čarodějů, kteří přišli do Středozemě. Někteří Maiar byli zkaženi Melkorem, někteří velcí, jako Mairon, Obdivuhodný (Sauron), velký řemeslník z Aulëho lidu), jenž měl podíl ve všem, co kdy Melkor udělal na Zemi, a po jeho pádu se sám dosadil na stolec Temného pána, v počátku menšího ducha, ale celkově efektivnějšího, další, o něco slabší, jako balrogové, stejně jako nejmenší, a ti si vzali podobu prvních skřetů.

### Quenta Silmarillion
Quenta Silmarillion (Příběh o Silmarilech) tvoří jádro knihy a její nejrozsáhlejší část. Popisuje dějiny Ardy po příchodu Valar, svou pozornost zaměřuje především na elfy a jejich mnoho staletí trvající boj s Melkorem o klenoty silmarily.
Vypráví o stvoření světa Ilúvatarem, o tom, jak se správy světa ujali Valar, kteří na ni sestoupili z nebe. Vypráví, jak byly stvořeny myslící bytosti, které jej obývaly – elfové, lidé, trpaslíci. Vypráví o tom, jak jeden z Valar, Melkor, zatoužil mít celou zemi pro sebe a obyvatele světa si podrobit. O tom, jak nejzručnější z elfů Fëanor vytvořil zářící klenoty silmarily a jak po nich Melkor zatoužil a ukradl je. O tom, že Fëanor se rozhodl klenoty dobýt zpět a velkou část elfů odvedl do spoustu věků trvající války proti Melkorovi. Vypráví o osudech elfů i lidí v oněch věcích a o tom, že s pomocí Valar a samotného Ilúvatara lidé s elfy nakonec Melkora porazili a vyhnali ze světa.

### Akallabêth
Akallabêth vypráví o Druhém věku Středozemě a zejména o Númenoru a Númenorejcích.
V závěrečných bojích války o silmarily stála většina lidí na Melkorově straně, jen nemnoho se jich postavilo na stranu elfů. Tito lidé byli po Melkorově pádu odměněni – Valar jim vytvořili zemi, která nebyla součástí ani Středozemě, ani Valinoru; byl to ostrov uprostřed moře, kam se lidé pod vedením Valar přeplavili. Zemi nazvali Anadûnê, v jazyku vznešených elfů Númenorë; odtud Númenor, oni sami proto byli zváni Dúnadani nebo Númenorejci. Valar nemohli lidem odebrat Ilúvatarův dar smrti, ale jejich život prodloužili na několikanásobek života lidí ve Středozemi. Prvním jejich králem se stal volbou Valar Elros, bratr Elrondův. Jako král si Elros dal elfské jméno a po něm to opakovali všichni králové, neboť elfská řeč se těšila v Númenoru zvláštní přízni.
Pod ochranou a učením elfů si osvojili Númenorejci mnoho schopností, nejvíce však vynikali v mořeplavbě. Plavili se do všech světových stran, nejméně však na západ. Neboť Valar nechtěli, aby lidé poznali země neumírajících a zatoužili po nich, a proto jim stanovili Zápověď plout daleko na západ. Númenorejci se tedy plavili především na východ, přistávali také často ve Středozemi a učili tamní lidi. Po dlouhých dvou tisíciletích začalo opět působit zlo, které kdysi zasel ve světě Melkor. Neboť moc a schopnosti Númenorejců stále rostly a v nich samých začala klíčit touha po věčném životě na západě. Valar to zaznamenali a skrze posly varovali númenorského krále, aby se nikdo z nich nepokoušel měnit řád světa. Král však jejich poselství nedbal. Brzy se Númenorejci rozdělili na dvě skupiny – větší si říkala Královští a odcizila se Valar a elfům, menší si říkala Přátelé elfů a dál naslouchala radám elfů a vyslanců Valar.
Myšlenkám na smrt však podlehli všichni a protože se ještě neodvážili porušit Zápověď, plavívali se více na Východ a začali si stavět trvalá sídla ve Středozemi, neboť jí zatoužili panovat. Od lidí ze Středozemě také začali vybírat daně a stali se spíš jejich pány než učiteli. V té době, jak se vypráví v příběhu o prstenech moci, znovu ve Středozemi povstal Sauron, vrátil se ke zlu a opevnil zemi Mordor, kde vybudoval své sídlo. Nenáviděl Númenorejce pro jejich spojenectví s elfy a protože i on sám toužil panovat Středozemi. Zpočátku se jim však neodvážil postavit a nechal je ovládnout pobřežní země. Když však vznikly Prstenové přízraky, jeho nejstrašnější služebníci, začal napadat jejich sídla.
Nedlouho poté dosáhla pýcha númenorejských králů vrcholu. Zakázali používat elfštinu a zabránili jakýmkoli vztahům s elfy. Dvacátý čtvrtý král byl z númenorských králů nejmocnější a nejpyšnější. Když se dozvěděl, že Sauron si dal jméno Pán lidí, začal přemýšlet o válce, neboť toužil, aby on sám byl neomezeným pánem. Přeplul proto s vojskem moře, přistál na pobřeží Středozemě a vyzval tam Saurona, aby k němu přišel a přísahal mu věrnost. Sauron skutečně přišel, protože pochyboval, že by jeho vojska byla schopna Númenorejcům odolat, a protože věděl, že svého může dosáhnout i lstí. Král si chtěl Sauronovu věrnost pojistit a proto ho s sebou převezl na Númenor.
Na Númenoru si Sauron získal přízeň krále a lidu a začal Númenorejce odvracet od toho, co je naučili Valar. Krále také navedl k uctívání Melkora a Tmy a většina lidu se přidala. Začaly oběti Melkorovi, na nichž byli obětováni Přátelé elfů. Když se blížil konec králova života, Sauron mu namluvil dlouho připravovanou lež – že je tak mocný, že se nemusí obávat žádného zákazu a že se může zmocnit Valinoru a opatřit si věčný život. Král jeho lži uvěřil a dal postavit obrovské loďstvo. Přátelé elfů se připravované války zhrozili a stanovili si, že Númenor opustí, než bude pozdě.
Lodě Númenorejců skutečně opustily přístavy a vypluly na západ. Loďstvo dosáhlo až blažené říše Amanu, král sám vystoupil na břeh a prohlásil zemi za svou. Valar tehdy volali Ilúvatara a přenechali mu vládu nad Ardou. Ilúvatar vytvořil v moři mezi Amanem a Númenorem obrovskou propast, která do sebe stáhla všechny númenorejské lodě a král a všichni bojovníci, kteří vystoupili na amanský břeh, byli pohřbeni zhroucenými horami. I sám Númenor byl stržen do propasti a zanikl. Země neumírajících byly Ilúvatarem vzaty od ostatního světa z dosahu lidí do říše skrytých věcí; země, dosud plochá, byla zakulacena, takže každý, kdo by se ze Středozemě vydal na západ, opět by se vrátil na východ. Jen elfům bylo dovoleno nadále ze Středozemě plout přímo do blažené říše. Tehdy opustily na poslední chvíli lodě Přátel elfů Númenor a pronásledovány bouří dopluly na pobřeží Středozemě. Ve Středozemi pak založili nová království. Sauron byl polapen ve zkáze Númenoru, ale protože neměl smrtelné tělo, jeho duch povstal z hlubin a vrátil se do své země Mordoru; tam přijal novou podobu, která byla strašná.

### O prstenech moci a Třetím věku
Tato poslední část Silmarillionu popisuje události Druhého a Třetího věku ve Středozemi.
Po pádu Melkora se většina elfů vrátila na západ, někteří však zůstali ve Středozemi – usadili se jak na západním pobřeží, tak hlouběji ve vnitrozemí, kde založili několik říší, z nichž největšího rozvoje dosáhl Eregion v sousedství podzemní trpasličí říše Khazad-dûm. Zpočátku byl ve Středozemi mír, ale Sauron po čase znovu povstal. Podařilo se mu na svou stranu získat mnoho lidí, toužil však podrobit si hlavně elfy. V přestrojení navštěvoval elfy pod záminkou, že spolu s nimi chce zvelebovat Středozem. Jeho rady byly nejochotněji přijímány v Eregionu, kde elfové nejvíce toužili po zvětšování svých schopností. Pod vedením Saurona vyrobili eregionští kováři Prsteny moci; Sauron si však bez jejich vědomí vyrobil Jeden prsten, do nějž přesunul značnou část své moci a pomocí něhož mohl vnímat myšlenky nositelů ostatních prstenů a ovládat jejich mysl. Když si však prsten poprvé nasadil, elfové zacítili jeho vliv a své prsteny skryli. Sauron se na ně rozhněval a téměř všechny prsteny jim sebral. Sedm z nich dal trpaslíkům a devět lidem. Lidé se po čase vůlí Jednoho prstenu propadli do říše stínů a stali se Sauronovými služebníky, Prstenovými přízraky.
Po vzniku Prstenových přízraků Sauronova moc velmi vzrostla a elfové ve větší míře opouštěli Středozem na západ. Jen nemnoho elfských říší dokázalo vzdorovat, mezi jinými nově založená Roklinka, pevnost Půlelfa Elronda, syna Eärendila a Elwing. Vzrůstu Sauronovy moci se však postavili Númenorejci, kteří začali ve Středozemi budovat svá sídla. Sauron proto na čas opustil Středozem, aby Númenorejce porazil lstí, jak se vypráví v Akallabêth. Když byl Númenor zničen, Sauron se jako duch vrátil do Středozemě, zjistil však, že za jeho nepřítomnosti vzrostla moc Gil-galada, krále středozemských elfů. Ve Středozemi navíc přistáli Númenorejci, kteří uprchli ze zkázy své země, vedeni Elendilem, potomkem Elrose, a jeho syny Isildurem a Anárionem, a vytvořili na západě Středozemě dvě království, Arnor na severu a Gondor na jihu. Z Númenoru si dovezli mnoho pokladů, mimo jiné vidoucí kameny, palantíry, a Bílý strom, potomka zářícího stromu Telperionu z Amanu.
Netrvalo dlouho a Sauron seznal, že je vhodný čas a zaútočil na Gondor. Poprvé byl sice odražen, ale bylo jasné, že by všechny postupně přemohl, kdyby mohl bojovat proti každému zvlášť. Proto elfové pod vedením Gil-galada a Númenorejci pod vedením Isildura uzavřeli Poslední spojenectví, shromáždili vojska a společně se utkali se Sauronovými bojovníky na Bitevní pláni před Mordorem. Dosáhli vítězství, vstoupili do Mordoru a obklíčili Barad-dûr. Během sedmi let obléhání zemřel Gil-galad i Elendil, Isildur však nakonec v osobním souboji uťal ze Sauronovy ruky Jeden prsten; Sauron byl poražen a jako duch uprchl do pustin. Porážkou Saurona skončil Druhý věk Středozemě a začal věk Třetí.
Na počátku Třetího věku bylo zla ve Středozemi pomálu; Sauronovi služebníci byli rozehnáni, i když ne zničeni, mnoho lidí se poddalo Númenorejcům, Barad-dûr byla srovnána se zemí a Mordor obehnán strážemi. Lidé a elfové se však vzájemně odcizili. Jeden prsten zmizel a nikdo netušil kam. Elrond sice bezprostředně po porážce Saurona radil prsten hodit do ohnivé hory Orodruiny, v níž jej Sauron vykoval, ale Isildur tehdy odmítl. Zamýšlel si jej ponechat, byl však cestou na sever přepaden skřety a Jeden prsten se ztratil v řece Anduině. Během následujících let severní království Arnor velmi zesláblo, jeho obyvatel ubývalo, jejich země upadly pod moc nepřátel a z nich se stali tuláci po krajině, jejichž původ upadl do zapomnění. Říše Gondor na jihu naopak vzkvétala a jistý čas si držela respekt ve velké části Středozemě. I Gondorských však ubylo a jejich stráže okolo Mordoru polevily v pozornosti. Tak se stalo, že se vrátily Prstenové přízraky, aby zemi připravily na příchod svého pána. Tehdejší gondorský král se proti nim osobně vydal, byl však zajat, odvlečen a víckrát se neobjevil. Protože neměl žádné potomky, ujali se vlády nad Gondorem správci. V té době přišli ze severu Rohirové, válečníci, kteří se usadili v zemi severně od Gondoru a stali se jeho spojenci. Elfové ve Třetím věku stále odcházeli na západ za moře a těch nemnoho, kteří zbývali, obývalo nemnohá místa, z nichž vynikala Elrondova pevnost Roklinka, říše Celeborna a Galadriel Lothlórien na řece Anduině a Šedé přístavy na západním pobřeží.
Závěr Třetího věku se přiblížil, když ve Velkém zeleném hvozdu na východě znovu povstal Sauron, třebaže nikdo zpočátku nevěděl, že je to on. Les nabyl zlé pověsti a dostal jméno Temný hvozd. Právě tehdy se ve Středozemi objevili čarodějové. Byli to duchové z Maiar, které vyslali Valar, aby pomohli elfům a lidem ve Středozemi vzdorovat Sauronovi. Bylo jich pět, nejmocnějšími se stali dva, kteří od lidí obdrželi jména Gandalf a Saruman. Právě Gandalf zjistil, že zlo v Temném hvozdu je znovu povstávající Sauron. Radil, aby se proti němu zasáhlo, dokud ještě není příliš mocný a nemá zpět prsten, ale Saruman byl proti, neboť po prstenu zatoužil sám. Zjistil místo Isildurovy smrti a pokoušel se v těch končinách prsten nalézt. Totéž však zjistil i Sauron a protože se Saruman nechtěl nechat předběhnout, souhlasil s útokem na Temný hvozd ležící poblíž. Sauron však uprchl do Mordoru, kde obnovil Barad-dûr.
Aniž by o tom někdo věděl, Jeden prsten nalezl jeden z obyvatel okolí řeky, Glum, a odnesl jej do podzemí hor. Od něj jej získal hobit Bilbo na trpasličí výpravě na východ. První se o znovuobjevení prstenu dozvěděl Gandalf, zvěst se však dostala i k Sauronovi a tak započala válka, v níž byl nakonec Jeden prsten zničen a Sauron navždy poražen, jak se vypráví v Pánu prstenů. V Gondoru bylo obnoveno království a pod jeho moc byla zahrnuta celá západní část Středozemě. Třetí věk skončil, poslední elfové, kteří přišli pod vedením Fëanora do Středozemě se vrátili zpět na Západ do zemí neumírajících a ve Středozemi začal Čtvrtý věk, panování lidí.